# 48909 Laurake
48909 Laurake è un asteroide della fascia principale. Scoperto nel 1998, presenta un'orbita caratterizzata da un semiasse maggiore pari a 2,3293506 UA e da un'eccentricità di 0,2713753, inclinata di 2,51315° rispetto all'eclittica.